# إديت ميكلوس
إديت ميكلوس (بالرومانية: Edit Miklós)‏ هي متزحلقة رومانية، ولدت في 31 مارس 1988 في ميركورا تشيوك في رومانيا.

## وصلات خارجية
- الموقع الرسمي
- إديت ميكلوس على موقع الاتحاد الدولي للتزلج (التزلج على المنحدرات الثلجية) (الإنجليزية)
- إديت ميكلوس على موقع الاتحاد الدولي للتزلج (التزلج على المنحدرات الثلجية) (الإنجليزية)
- إديت ميكلوس على موقع أوليمبيديا (الإنجليزية)